# Пеньки (Владимирская область)
Пеньки — деревня в Судогодском районе Владимирской области, входит в состав Головинского сельского поселения.

## География
Деревня расположена на берегу реки Сойма в 25 км на восток от центра поселения посёлка Головино и в 8 км на северо-запад от райцентра города Судогда. 

## История
В конце XIX — начале XX века деревня входила в состав Даниловской волости Судогодского уезда, с 1926 года — в составе Судогодской волости Владимирского уезда. В 1859 году в деревне числилось 23 дворов, в 1905 году — 36 дворов, в 1926 году — 57 хозяйств и с/х кооператив.
С 1929 года деревня входила в состав Сойменского сельсовета Судогодского района, с 2005 года — в составе Головинского сельского поселения.

## Население
| 1859 | 1905 | 1926 |
| ---- | ---- | ---- |
| 164  | 233  | 259  |

| 1859 | 1905 | 1926 | 2002 | 2010 | 2021 |
| ---- | ---- | ---- | ---- | ---- | ---- |
| 164  | ↗233 | ↗259 | ↘22  | ↘15  | ↘11  |